# 泰格拉什

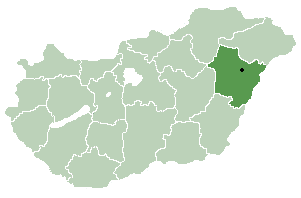

泰格拉什（匈牙利語：Téglás，發音：[ˈteːɡlaːʃ]）是匈牙利豪伊杜-比豪爾州的城鎮，位於該國東部，面積38.33平方公里，2011年人口6,606，其中約三成居民信奉天主教。

## 友好城市
- 德国 阿法尔特巴赫
- 捷克 富爾內克
- 波蘭 卢德温（英语：Ludwin）

47°43′N 21°41′E / 47.717°N 21.683°E